# اس‌اس آنتنور
اس‌اس آنتنور ممکن است به یکی از موارد زیر اشاره داشته باشد:
- اس‌اس آنتنور (۱۸۷۲)
- اس‌اس آنتنور (۱۸۹۶)
- اس‌اس آنتنور (۱۹۲۴)